# Mendoravia dumaziana
Genre
Espèce
Classification phylogénétique
Mendoravia dumaziana est une espèce de plantes à fleurs dicotylédones de la famille des Fabaceae, sous-famille des Faboideae, originaire de Madagascar. C'est l'unique espèce acceptée du genre Mendoravia (genre monotypique).

### Mendoravia
- (en) BioLib : Mendoravia  Capuron (consulté le 4 novembre 2018)
- (en) Catalogue of Life : Mendoravia Capuron (consulté le 12 avril 2023)
- (en) GRIN : genre Mendoravia (+liste d'espèces contenant des synonymes) (consulté le 4 novembre 2018)
- (en) NCBI : Mendoravia  Capuron, 1968 (taxons inclus) (consulté le 4 novembre 2018)
- (en) The Plant List : Mendoravia  (consulté le 4 novembre 2018)
- (en) Tropicos : Mendoravia Capuron  (+ liste sous-taxons) (consulté le 4 novembre 2018)

### Mendoravia dumaziana
- (en) NCBI : Mendoravia dumaziana  Capuron (taxons inclus) (consulté le 16 novembre 2018)
- (en) The Plant List : Mendoravia dumaziana Capuron  (source : The International Legume Database and Information Service ou ILDIS) (consulté le 16 novembre 2018)
- (en) Tropicos : Mendoravia dumaziana Capuron  (+ liste sous-taxons) (consulté le 16 novembre 2018)